# 아우구스트 잔더
아우구스트 잔더(August Sander, 1876년 11월 17일 ~ 1964년 4월 20일)는 인물사진과 기록사진을 다루는 독일의 사진가이다. 잔더의 첫 서적 우리의 시간의 얼굴'(독일어: Antlitz der Zeit)은 1929년 출판되었다. 잔더는 "21세기 초의 가장 중요한 독일의 초상화 사진가"로 기술되고 있다.

## 유산
잔더의 작품은 풍경, 자연, 건축, 거리 사진이 포함되지만 20세기의 인물 시리즈에서 알 수 있듯이 초상화로 가장 잘 알려져 있다. 이 시리즈에서 그는 바이마르 공화국 기간 중 사회의 단면을 보여주려고 했다.

## 전시
- August Sander, People of the 20th Century, São Paulo Bienal, Brazil[2]
- August Sander: um Bonn, Feroz Galerie, Bonn Germany, 23 November 2012 – 18 January 2013[3]
- Portrait.Landscape.Architecture, Multimedia Art Museum Moscow, Moscow Russia, 21 January – 21 June 2013[4]